# Wilkin van de Kamp
Wilkin van de Kamp (1961) is een Nederlandse, christelijke auteur en voorganger.

## Biografie
Van de Kamp groeide op in een gezin dat kerkte in de Nederlandse Hervormde Kerk in Aalten. Omdat zijn ouders hadden gepleit voor de doop door onderdompeling, werden ze uit dit kerkgenootschap gezet en begonnen ze zelf een volle-evangeliegemeente.
Na zestien jaar in deeltijd in het onderwijs gewerkt te hebben, was Van de Kamp van 2000 tot en met 2010 voltijds in dienst als voorganger van de Duits-Nederlandse Euregio Christengemeente. Vanaf 2010 maakt hij deel uit van het leiderschapsteam van deze gemeente en is hij fulltime in dienst als predikant-directeur van Vrij Zijn.
In 2000 richtte Van de Kamp de organisatie Vrij Zijn op. Vrij Zijn is - in hun eigen woorden - een  beweging van christenen uit diverse kerken in Nederland die 'hun identiteit, vrijheid en eenheid in Christus hebben gevonden en die dit onderwijs willen (helpen) uitdragen waar zij kerken en werken'. Dit doet Vrij Zijn door middel van het organiseren van conferenties, seminars, een eigen Bijbelschool en de uitgave van boeken, cd's en dvd's.
In 2008 was Van de Kamp medeoprichter en vanaf 2010 voorzitter van de beweging 'Wij kiezen voor eenheid' die een jaarlijkse retraite voor christelijke leiders in Nederland organiseerde. Op 6 oktober 2012 vond een ‘nationale ontmoetingsdag van verootmoediging en verzoening’ op het Malieveld in Den Haag plaats, waar drieduizend christenen uit uiteenlopende kerken schuld beleden voor de negatieve wijze waarop zij over elkaar hadden gesproken in het verleden. Vanaf februari 2013 is ‘Wij kiezen voor eenheid’ opgegaan in het Nederlands Christelijk Forum.
Van de Kamp geeft onderwijs en trainingen over verschillende christelijke onderwerpen op conferenties in binnen- en buitenland. Ook verschenen er meer dan vijftig boeken van zijn handen. Een belangrijk thema in zijn werk is de bevrijding van demonische banden.

## Kritiek
Met name het bevrijdingspastoraat, waar Van de Kamp trainingen in geeft en zelf ook aan doet, is niet geheel onomstreden. Bij deze vorm van pastoraat zouden mensen onder andere bevrijd worden van hun "occulte belasting", oftewel van demonen. Een belangrijk deel van de kritiek is dat mensen zich op deze manier juist een "occulte belasting" laten aanpraten. Verder valt soms het geluid te horen dat het voor een christen "principieel onmogelijk is om demonisch belast te zijn". Van de Kamp geeft aan zelf ook te zien dat er op dit gebied dingen fout gaan.

## Persoonlijk
Wilkin van de Kamp is getrouwd en heeft vier kinderen.